# Sogno numero 9
Sogno numero 9 è il secondo romanzo di David Mitchell del 2001, selezionato tra i finalisti del Booker Prize.
Ambientato in Giappone, narra la ricerca del padre, che non ha mai incontrato, da parte del diciannovenne Eiji Miyake. Raccontato in prima persona da Eiji, è un romanzo di formazione che rompe la convenzione affiancando il vero viaggio di Eiji verso l'identità al suo viaggio immaginario.

## Edizioni
- David Mitchell, Sogno numero 9, Frassinelli, 2002,  p. 473, ISBN 88-7684-681-6.